# Jacqueline, Contesă de Hainaut
Jacqueline (neerlandeză Jacoba van Beieren; franceză Jacqueline de Bavière; 16 august 1401 – 8 octombrie 1436) a fost Ducesă de Bavaria-Straubing, Contesă de Olanda și Zeelanda și Contesă de Hainaut din 1417 până în 1433. De asemenea, a fost Delfină a Franței pentru o scurtă perioadă între 1415 și 1417 și Ducesă de Gloucester în anii 1420, dacă mariajul ei cu Humphrey, Duce de Gloucester, este acceptat ca valid.
Jacqueline a fost ultimul conducător Wittelsbach de Hainaut și Olanda. După decesul ei, domeniile ei au trecut drept moștenire lui Filip cel Bun, Duce de Burgundia.

## Biografie
Născută la castelul Le Quesnoy în comitatul Hainaut, Jacqueline, încă de la naștere a fost numită "de Olanda", inducând astfel că ea era moștenitoarea domeniilor tatălui ei. A fost singura fiică a lui Wilhelm al II-lea, Duce de Bavaria (cunoscut de asemenea drept Wilhelm al VI-lea, Conte de Olanda) din căsătoria lui cu Margareta de Burgundia. La vârsta de numai 22 de luni și din nou la vârsta de cinci ani, Jacqueline a fost logodită cu Jean, Duce de Touraine, al patrulea fiu al regelui Carol al VI-lea al Franței și al reginei Isabeau de Bavaria. Ambii copii au fost crescuți la castelul Le Quesnoy, locul de naștere al Jacquelinei. Băiatul a fost dat în tutela socrului său, din moment ce era de așteptat că va deveni conducător al comitatului Hainaut. La 22 aprilie 1411 Papa i-a acordat dispensa pentru căsătorie, și la 6 august 1415, când  Jacqueline avea 14 ani, ea și Jean s-au căsătorit la Haga.
La 15 decembrie 1415, fratele mai mare al lui Jean, Delfinul Franței, a murit iar Jean a devenit noul Delfin și moștenitor al tronului Franței. Însă Jean a murit la 4 aprilie 1417. Două luni mai târziu, la 31 mai, Jacqueline și-a pierdut și tatăl.
După decesul tatălui ei, Jacqueline a devenit suverană în Olanda, Zeelanda și Hainaut. Totuși, unchiul ei, Johann al III-lea, duce de  Bavaria-Straubing și episcop de Liège, a pretins de asemenea drepturi de moștenire asupra Olandei și Zeelandei.
Poziția Jacqueline era prea slabă și, prin urmare, ea s-a recăsătorit. În 1418, unchiul și tutorele ei, Ioan fără Frică, Duce de Burgundia, a aranjat o căsătorie cu vărul ei, Johann al IV-lea, Duce de Brabant. Johann s-a dovedit a fi un lider politic slab și în 1420 i-a dat lui Johann al III-lea custodia deplină asupra Olandei și Zeelandei timp de 12 ani. După această pierdere din moștenire ei, Jacqueline și aliații săi au decis să dizolve căsătoria. Ei au susținut că nu a fost valabilă deoarece soții erau rude apropiate iar Jacqueline a plecat în secret în Anglia la invitația regelui Henric al V-lea. A fost oaspete de onoare la curtea Angliei, și atunci când s-a născut viitorul Henric al VI-lea, Jacqueline a fost unul din nașii lui.

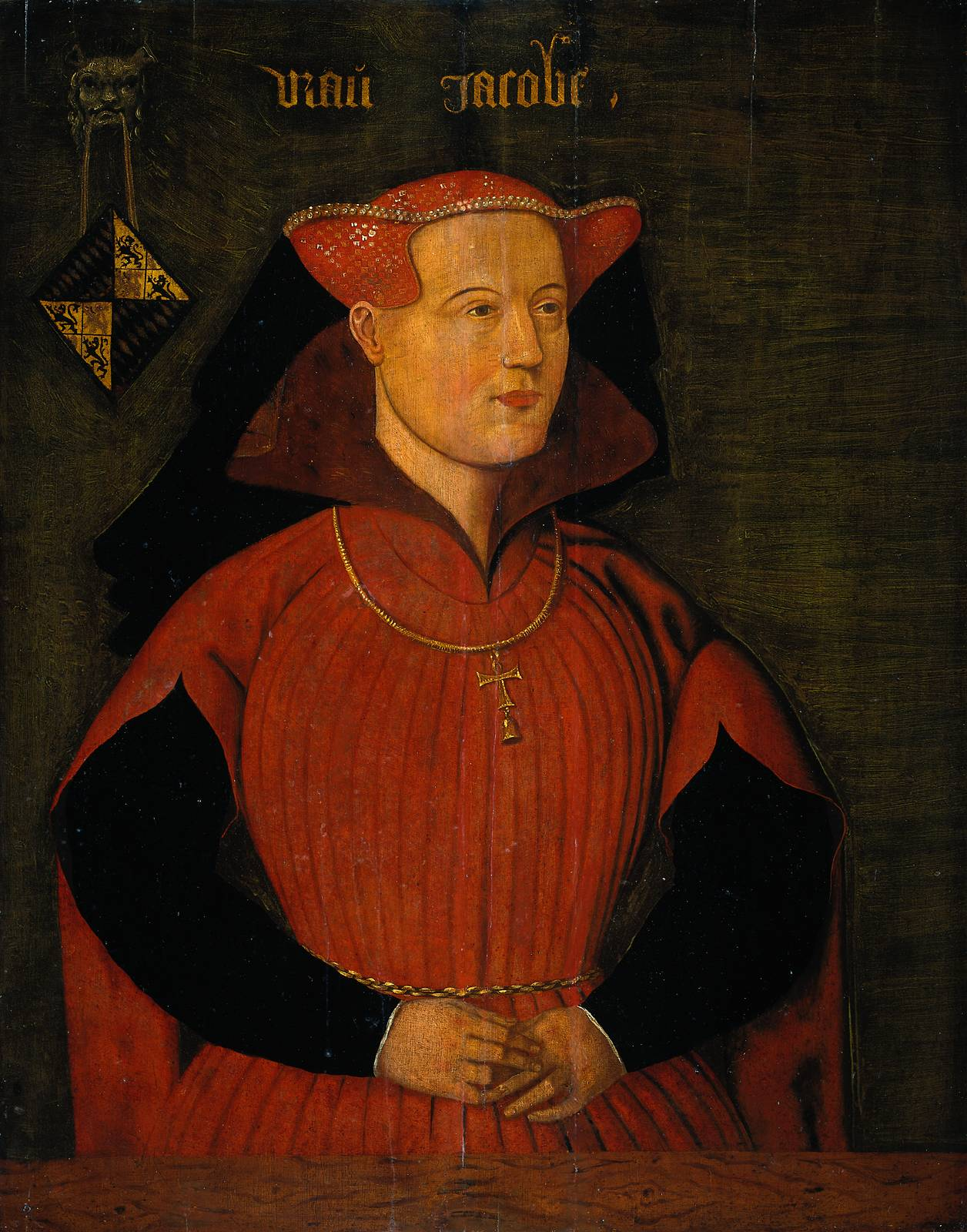
Jacqueline, contesă de Olanda și Zeelanda, ca. 1435.

După moartea neașteptată a lui Henric al V-lea în 1422 Jacqueline a obținut un divorț dubios de Johann de Brabant valid în Anglia, lucru care i-a permis să se căsătorească cu Humphrey, Duce de Gloucester.
Jacqueline a sperat că Humphrey îi va recupera domeniile, el fiind regent în Anglia, însă Humphrey  era foarte ocupat cu treburile de stat. Humphrey a venit în Hainaut, unde a fost recunoscut drept conte legitim, dar a trebuit să plece înainte de a putea face ceva în legătură cu Olanda și Zeelanda, care au negat drepturile sale. El a trebuit să se întoarcă în Anglia, lăsând-o pe Jacqueline în Hainaut. Acesta a trebuit să se predea în 1425 și a fost închisă la Gent.
Situația ei s-a schimbat când unchiul ei Johann al III-lea de Bavaria a murit la 6 ianuarie 1425, victimă a otrăvirii. Jacqueline a evadat din închisoare deghizată în haine bărbătești și a fugit la Schoonhoven și mai târziu la Gouda, unde a stat cu liderii fracțiunii Hook. Acum își disputa moștenirea cu fostul ei soț, Johann de Brabant. În acest sens, Humphrey a intervenit, deși cu forță limitată, cu consecințe dezastruoase pentru alianța engleză-burgundă, care a ajutat cauza engleză în Franța, în timpul Războiului de O Sută de ani. Papa Martin al V-lea a decretat că Jacqueline era încă soția lui Johann al IV-lea, duce de Brabant, și, prin urmare, căsătoria ei cu Humphrey de Gloucester a fost ilegitimă.
La 3 iulie 1428 Jacqueline a trebuit să accepte un tratat de pace cu ducele de Burgundia. Prin acest tratat, Jacqueline își păstra titlurile de contesă de Olanda, Zeelanda și Hainaut însă administrarea teritoriilor ei a fost plasată în mâna lui Filip, care a fost de asemenea numit moștenitorul ei în cazul în care ea murea fără copii. Nu i s-a permis să se căsătorească fără permisiunea mamei ei și a lui Filip. Situația sa financiară era dezastruoasă. Abia avea un venit suficient pentru a-și susține cheltuielile casei. Mai mult decât atât, ducele de Burgundia nu s-a oprit după tratatul de pace din 1428. El a cumpărat loialitatea aliaților ei sau i-a îndepărtat de ea într-un alt mod.
De Paști 1433, Jacqueline în mod "voluntar" i-a dat lui Filip toate titlurile și teritoriile ei. În schimb, ea a primit un venit mai mare.
Odată cu renunțarea la titlurile ei, Jacqueline s-a retras în Zeelanda. Acolo, ea și Francis, Lord de Borssele ("Frank van Borssele"), un nobil local influent, au devenit apropiați. În primăvara anului 1434 ei s-au căsătorit și Filip i-a garantat lui Francis titlul de conte de Oostervant. Această căsătorie, contrar celorlalte trei, a fost una fără dragoste, cel puțin din partea Jacquelinei. Nu a durat mult. În 1436 ea s-a îmbolnăvit și după câteva luni de boală a murit de tuberculoză la castelul Teylingen, la 8 octombrie 1436, la vârsta de 35 de ani.
Neavând copii, Filip de Burgundia a moștenit Hainaut și Olanda. Soțul ei Frank i-a supraviețuit 34 de ani.